# Mix (film)
Pour les articles homonymes, voir Mix.
Pour plus de détails, voir Fiche technique et Distribution.
Mix (ミックス, Mikkusu), est une comédie japonaise réalisée par Jun'ichi Ishikawa, sortie le 21 octobre 2017.
Elle est première du box-office japonais lors de son premier week-end.

## Synopsis
Durant toute son enfance, Tamako Tomita (Yui Aragaki) a reçu de strictes leçons de ping-pong par sa mère. À l'époque, elle était reconnue comme une prodige du tennis de table. Après la mort de sa mère, elle a cependant retrouvé une vie ordinaire. Aujourd'hui, à 28 ans, elle travaille dans une entreprise et son petit-ami Akihiko Ejima (Kōji Seto) est membre du club de ping-pong de l'entreprise, mais il la quitte pour une nouvelle employée et membre du club Airi Ogasawara (Mei Nagano). Dévastée, Tamako retourne dans sa ville natale. Elle y retrouve le club de ping-pong autrefois géré par sa mère et aujourd'hui dans un état lamentable. Elle rencontre également Hisashi Hagiwara (Eita), un nouveau membre qui a été quitté par sa femme et sa fille. Pour se venger de son ex-petit ami et aider à faire revivre le club de sa mère, Tamako décide de participer à un tournoi de tennis de table en double mixte et fait équipe avec Hisashi Hagiwara.

## Distribution
- Yui Aragaki : Tamako Tomita
- Eita : Hisashi Hagiwara
- Ryōko Hirosue : Yayoi Yoshioka
- Kōji Seto : Akihiko Ejima
- Mei Nagano : Airi Ogasawara
- Ken'ichi Endō : Motonobu Ochiai
- Fuku Suzuki : Takeru Gotōda